# László Mátray
Dans le nom hongrois Mátray László, le nom de famille précède le prénom, mais cet article utilise l’ordre habituel en français László Mátray, où le prénom précède le nom.
László Mátray, né le 23 octobre 1976 à Târgu Secuiesc, en Transylvanie, est un acteur hongrois.

## Filmographie
- Fény hull arcodra (Gulyás Gyula, 2001)
- Előre! (Erdélyi Dániel, 2001)
- Katalin Varga (Peter Strickland, 2009)
- Stambuch (Péter Mészáros, 2009)
- Blood Creek (Joel Schumacher, 2009)
- The Human Resources Manager (Eran Riklis, 2010)
- Kojot (Kostyál Márk, 2017)